# Troféu Gandula

Troféu Gandula

O Troféu Gandula é uma criação do jornalista brasileiro Wilson Brasil e destinava-se a premiar anualmente "Os Melhores do Desporto".
Nas décadas de 70 e 80, quando Wilson Brasil era colunista no jornal "Gazeta dos Desportos", foi atribuído à claque juventude leonina Portugal.